# IP Девы
IP Девы (лат. IP Virginis) — одиночная переменная звезда в созвездии Девы на расстоянии приблизительно 2198 световых лет (около 674 парсек) от Солнца. Визуальная звёздная величина звезды — от +11,63m до +11,51m.
Открыта Арло У. Ландолтом в 1990 году**.

## Характеристики
IP Девы — жёлто-белая пульсирующая переменная звезда типа Дельты Щита (DSCT) спектрального класса kA3hA7mA9, или A4mF3, или F1. Радиус — около 1,72 солнечного, светимость — около 7,651 солнечной. Эффективная температура — около 7109 K.